# Simone Bertazzo
Simone Bertazzo (ur. 19 sierpnia 1982 w Pieve di Cadore) – włoski bobsleista, brązowy medalista mistrzostw świata.

## Kariera
Największy sukces w karierze osiągnął w 2007 roku, kiedy w parze z Samuele Romaninim wywalczył brązowy medal w dwójkach na mistrzostwach świata w St. Moritz. Był to jedyny medal wywalczony przez niego na międzynarodowej imprezie tej rangi. Ponadto w sezonie 2010/2011 zajął trzecie miejsce w klasyfikacji Pucharu Świata dwójek. Wyprzedzili go jedynie Rosjanin Aleksandr Zubkow oraz Niemiec Manuel Machata. W 2006 roku wystartował na igrzyskach olimpijskich w Turynie, zajmując dziewiąte miejsce w dwójkach i dwunaste w czwórkach. Na rozgrywanych cztery lata później igrzyskach w Vancouver nie ukończył rywalizacji w dwójkach, a w czwórkach był dziewiąty. Brał także udział w igrzyskach olimpijskich w Soczi w 2014 roku, jednak plasował się poza czołową dziesiątką.